# Vilém I. Oranžský

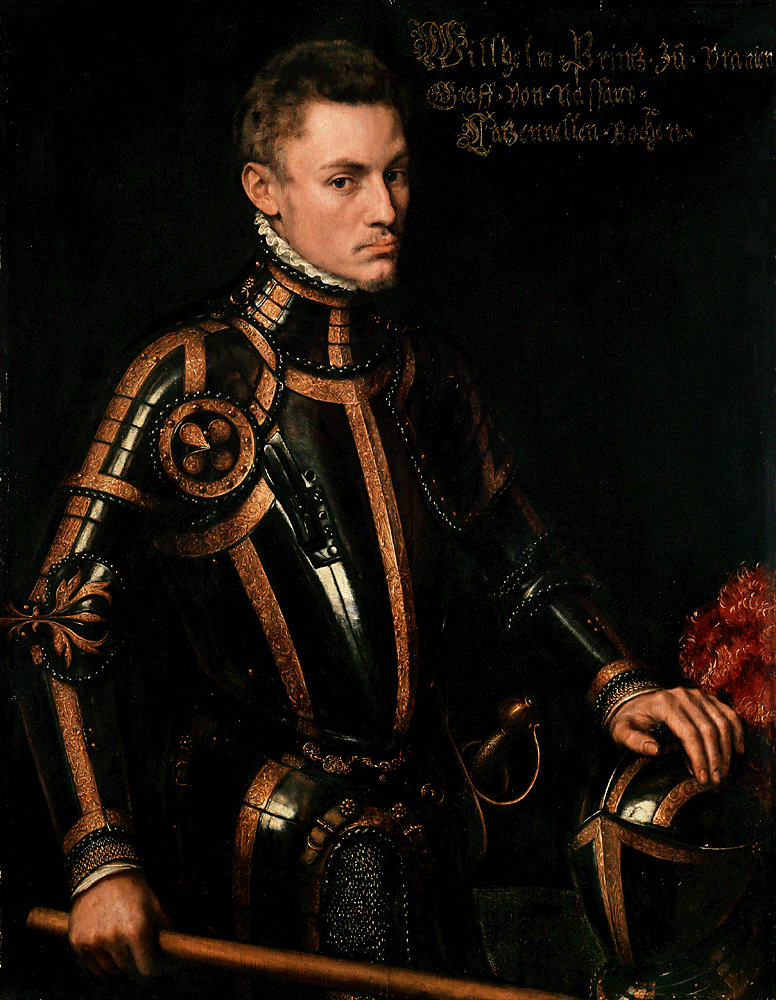
Vilém I. Oranžský v mládí

Vilém I. Oranžský, nizozemsky Willem van Oranje, Willem de Zwijger (24. dubna 1533 Dillenburg – 10. července 1584 Delft), zvaný též Vilém Mlčenlivý, byl význačný představitel a organizátor nizozemské revoluce, národně osvobozeneckého boje Nizozemců proti španělskému režimu, který vyústil ve formální uznání nezávislosti nizozemských provincií v roce 1648 v rámci vestfálského míru. Roku 1559 byl Vilém Oranžský jmenován místodržitelem nizozemských provincií Holland, Zeeland, Utrecht, západní Frísko, Voorn a Briel. Nizozemský lid si Viléma zvolil za svého vůdce v boji proti španělské despocii. Stalo se tak na dordrechtském shromáždění v červenci 1572. Roku 1584, kdy byl Vilém Oranžský prohlášen i formálně hlavou Spojených provincií nizozemských (s titulem „hraběte holandského“), ho v Delftu zavraždil francouzský katolický fanatik Balthasar Gérard. Jeho osobu opěvuje nizozemská hymna, jíž latinská forma jeho jména (Wilhelmus) dala název.

## Mládí
Vilém byl nejstarším synem hraběte Viléma Nasavského. Po strýci Reném de Chalon, oranžském knížeti, zdědil rozsáhlý majetek burgundského feudálního rodu. Panství se rozprostírala ve Francii, Nizozemí a Německu. Ceněnou součástí burgundského dědictví bylo knížectví Orange na jihovýchodě Francie (tvořila je 3 větší města a asi 500 vesnic, dvorů a zámků). Državy Reného de Chalon dále představovala panství ve svobodném hrabství burgundském (Franche-Comté) a bohatá panství a výnosné statky v Nizozemí (v Brabantsku, ve Flandrech, v Hennegavsku, v severních provinciích Holand, Zéland a Utrecht).
Příslušníci rodu hrabat nassavsko-dillenburských se brzy po Lutherově vystoupení stali stoupenci reformace. V rodném Dillenburgu strávil Vilém prvních 11 let svého života. V rodinném prostředí luterské zbožnosti a kázně byl Vilém veden k ctnosti a získával základní vzdělání. Protože podle platných zákonů se dědicem po oranžském knížeti mohl stát pouze katolík, byla na základě rozhodnutí císaře Karla V. Vilémovi určena od jeho 12 let výchova v přísně katolickém duchu odděleně od luterského rodinného prostředí. Vilém byl vychováván nejprve v Bredě (od jara 1545), později v Bruselu.

## Boj za svobodné Nizozemí
Vilém Holandsko opustil na jaře roku 1567, kdy napětí mezi holandskou šlechtou a španělským králem Filipem II. zesílilo natolik, že se král rozhodl rozbouřené provincie donutit k poslušnosti násilím. 14. 4. 1568 složil Vilém na zámku Dillenburg slavný slib delegaci Nizozemců, že je podpoří v jejich boji za svobodu. Následně sestavil vojsko a vydal se do boje. Několik jeho válečných výprav proti španělskému vojsku ztroskotalo. V roce 1572 přešel Vilém Oranžský u Duisburgu Rýn a se svou armádou zahájil konečný boj za nezávislost severního Nizozemí.
V následujících letech bojoval proti španělským vojskům, reorganizoval vojska severních provincií a snažil se zabránit rozdělení země. Přijal hodnost místodržitele Spojených nizozemských provincií. Jeho plány na udržení jednoty země však byly zmařeny. Pro Nizozemce se Vilém Oranžský stal symbolem hrdinství a obětavosti. Nazývali ho dokonce otcem vlasti. Byl skutečně neobyčejnou osobností.

## Rodinný život
Vilémovou první manželkou byla Anna van Buren, která zemřela v mladém věku po třech porodech. V roce 1561 se Vilém oženil podruhé a jeho manželkou se stala luteránka Anna Saská, neteř kurfiřta Augusta Saského a vnučka lantkraběte Hesenského. Manželství nebylo příliš šťastné, jelikož Vilém byl často na cestách a později na bitevním poli. Anna tedy svého manžela nakonec opustila a usadila se v Kolíně nad Rýnem, kde svůj tamní pobyt financovala rozprodáváním zděděných šperků. V Kolíně nad Rýnem se seznámila s advokátem Dr. Janem Rubensem (ten se stal později otcem slavného malíře P. P. Rubense), který se pro Annu snažil získat další finanční prostředky u jejích příbuzných v Hesensku. Pracovní vztah Anny Oranžské a ženatého doktora Rubense, otce šesti dětí, přerostl ve vztah milenecký a 22. srpna 1571 porodila Anna nemanželskou dceru. V té době už byla kněžna Anna v domácím vězení na zámku Siegen a Rubens se ocitl ve vyšetřovací vazbě, kde se ke svému otcovství přiznal.
Anně byly všechny její děti odebrány, včetně dítěte nemanželského. Jan Rubens byl odsouzen k peněžitému trestu a musel se na pět let usadit se svou rodinou v Siegenu. Zde se manželům Rubensovým narodil 28. července 1577 syn Peter Paul Rubens. Anna Oranžská byla uvězněna na hradě Beilstein a Vilém Oranžský se s ní dal rozvést. V Nizozemí se pak roku 1575 znovu oženil, a to s Šarlotou Bourbonskou, jeptiškou, která uprchla z kláštera a stejně jako Vilém přestoupila ke kalvinismu. Rozvedená Anna se vrátila zpět do rodného Saska, kde v roce 1577 zemřela a byla pochována v Míšni. Počtvrté se Vilém Oranžský oženil v roce 1583 s Louisou de Coligny.
V roce 1584 Viléma I. Oranžského zavraždil fanatický stoupenec katolického Španělska Balthasar Gérard v Delftu. V tamním Oude Kerk (Starém kostele) byl Vilém pohřben do patrové hrobky s baldachýnem a ležící portrétní figurou na tumbě.

## Manželství a potomci
Vilém I. Oranžský byl čtyřikrát ženat.
Poprvé se oženil 6. července roku 1551 s Annou van Buren (1533–1558). Z manželství vzešly tři děti:
- Marie Nasavská (22. listopadu 1553 – 23. července 1555), zemřela jako dítě
- Filip Vilém, oranžský kníže (19. prosince 1554 – 20. února 1618), žil téměř 30 let ve Španělsku jako rukojmí, ⚭ 1606 Eleanore Bourbon-Condé (30. dubna 1587 – 20. ledna 1619)
- Marie Nasavská (7. února 1556 – 10. října 1616), ⚭ 1595 hrabě Filip zu Hohenlohe-Neuenstein (17. února 1550 – 6. března 1606)

25. srpna 1561 se oženil podruhé, a to s Annou Saskou (1544–1577), jedinou dcerou a dědičkou saského kurfiřta Mořice Saského. Z manželství, jež bylo v roce 1571 anulováno, vzešly čtyři děti:
- Anna Nasavská (*/† 31. října 1562)
- Anna Nasavská (5. listopadu 1563 – 13. června 1588), ⚭ 1587 hrabě Vilém Ludvík Nasavsko-Dillenburský (13. března 1560 – 13. července 1620)
- Mořic August Filip von Nassau (8. prosince 1564 – 3. března 1566)
- Mořic Oranžský, oranžský kníže (13. listopadu 1567 – 23. dubna 1625), oranžský kníže, místodržící Spojených provincií nizozemských, hrabě nasavsko-dillenburský
- Emilie Nasavská (10. dubna 1569 – 16. března 1629), ⚭ 1597 Manuel Portugalský, syn portugalského krále Antonína I.

24. dubna 1575 se oženil potřetí, a to se Šarlotou Bourbonskou (1546–1582), dcerou Ludvíka III. de Montpensier. Z manželství se narodilo šest dcer:
- Luisa Juliana Oranžská (31. března 1576 – 15. března 1644), ⚭ 1593 Fridrich IV. Falcký (5. března 1574 – 19. září 1610), falcký kurfiřt
- Alžběta (26. dubna 1577 – 3. září 1642), ⚭ 1595 Henri de La Tour d'Auvergne de Turenne (28. září 1555 – 25. března 1623)
- Kateřina (31. července 1578 – 12. dubna 1648), ⚭ 1596 Filip Ludvík II. z Hanau-Münzenbergu (18. listopadu 1576 – 9. srpna 1612)
- Šarlota Flandrina (18. srpna 1579 – 16. dubna 1640), jeptiška
- Šarlota Brabantina (27. září 1580 – 19. srpna 1631), ⚭ 1598 Claude de La Trémoille (1566–1604)
- Emilie Antverpiana (9. prosince 1581 – 28. září 1657), ⚭ 1616 Fridrich Kazimír Falcko-Zweibrückensko-Landsberský (10. června 1585 – 30. září 1645)

Dne 24. dubna 1583 se oženil počtvrté, a to s Luisou de Coligny (1555–1620), dcerou slavného admirála Coligny, vůdce francouzských hugenotů. Pár měl jediného syna:
- Frederik Hendrik Oranžský (29. ledna 1584 – 14. března 1647), kníže oranžský, místodržitel Holandska, Zeelandu, Utrechtu, Gelderlandu a Overijsselu, ⚭ 1625 Amálie zu Solms-Braunfels (31. srpna 1602 – 8. září 1675)